# Lista de igrejas de Gotemburgo

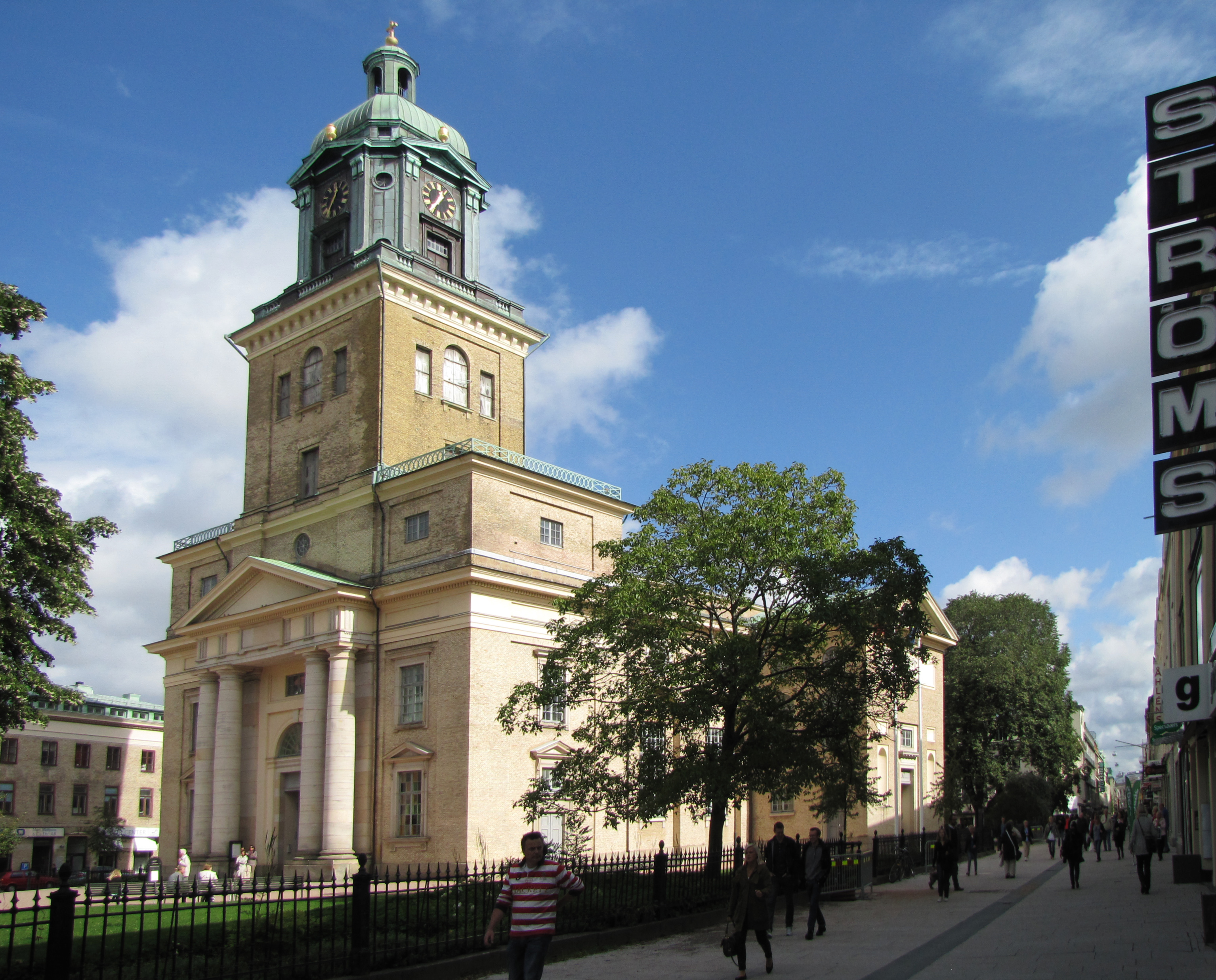
A Catedral de Gotemburgo.

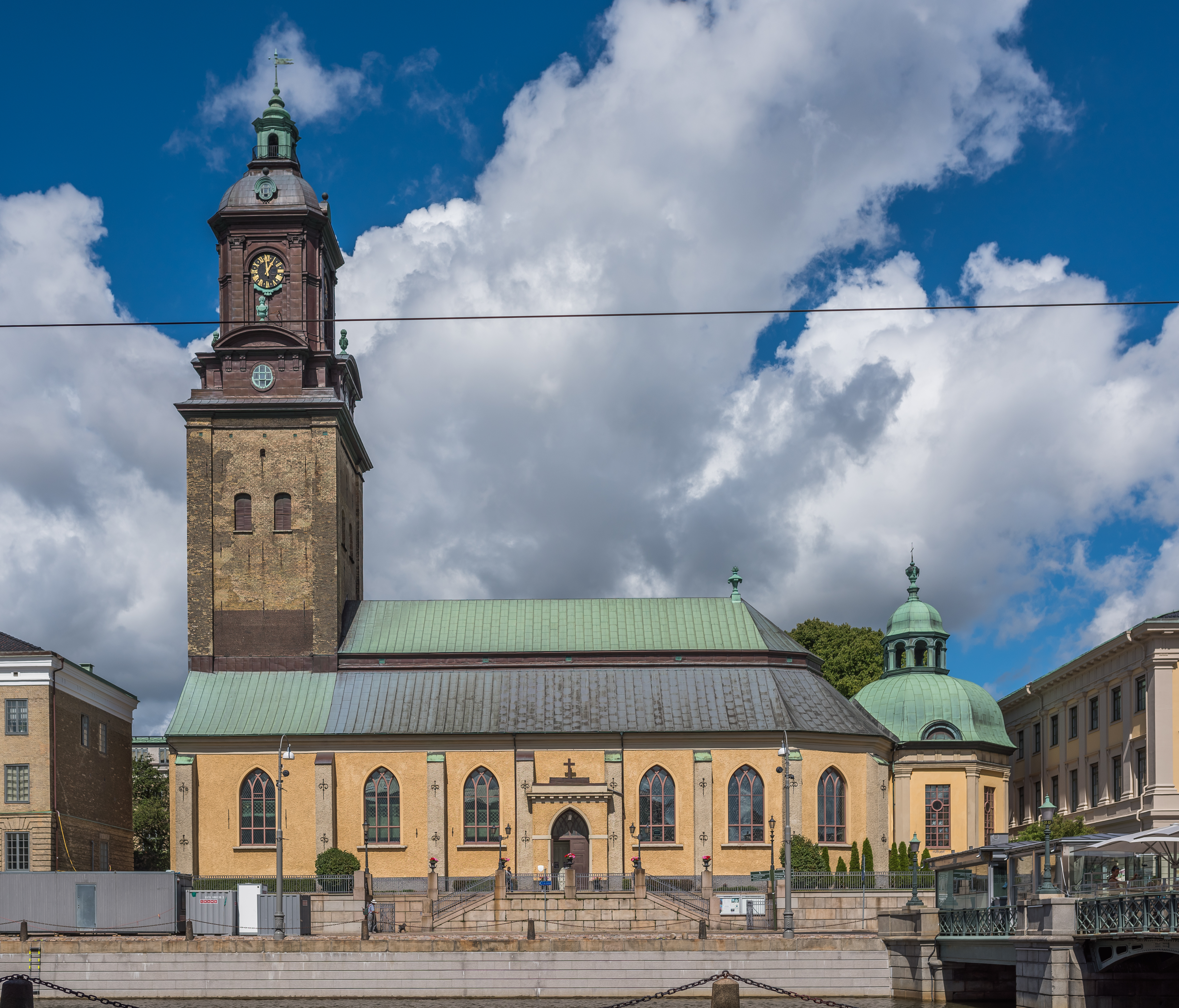
A Igreja Alemã.

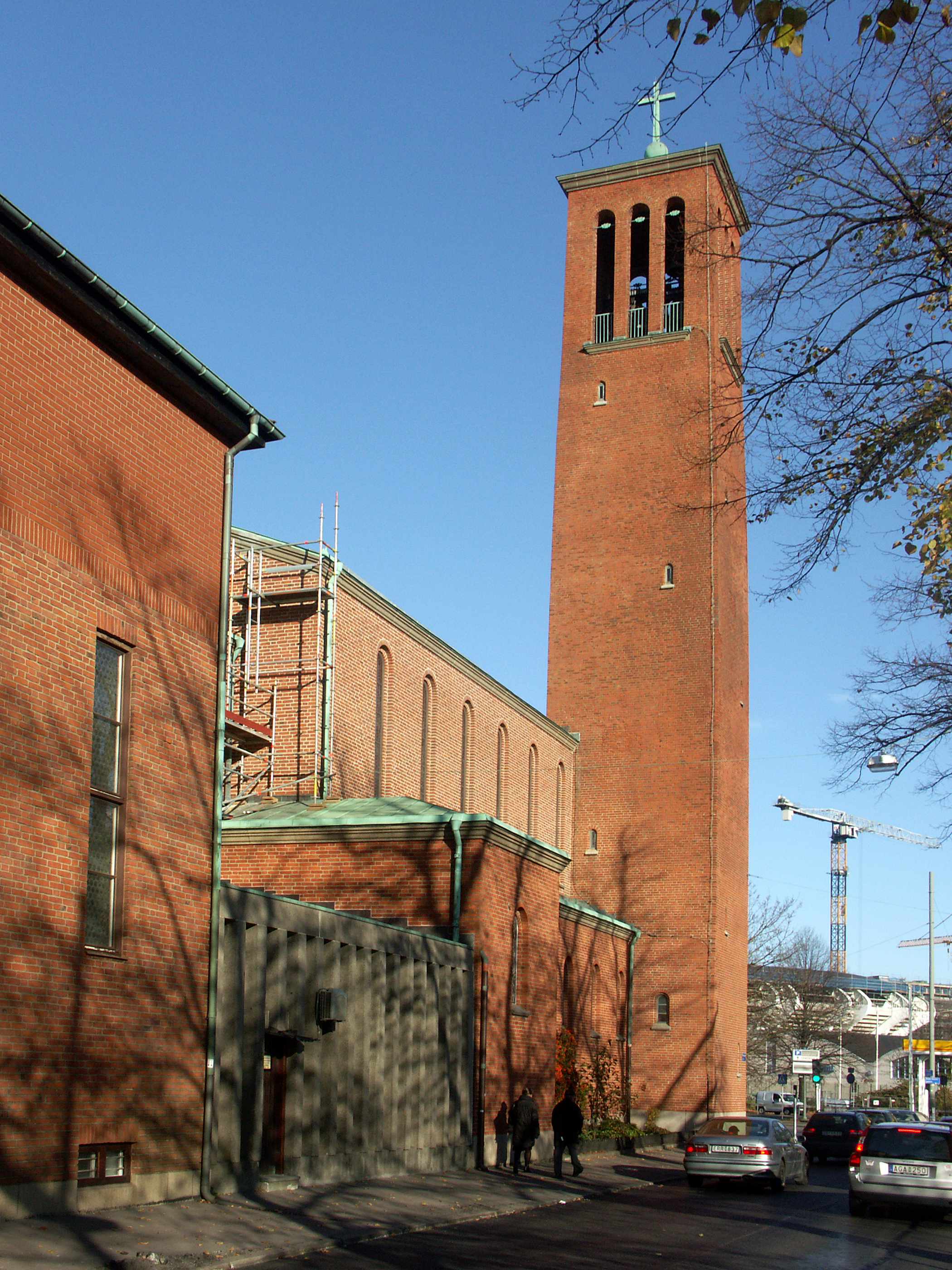
A Igreja do Cristo Rei.

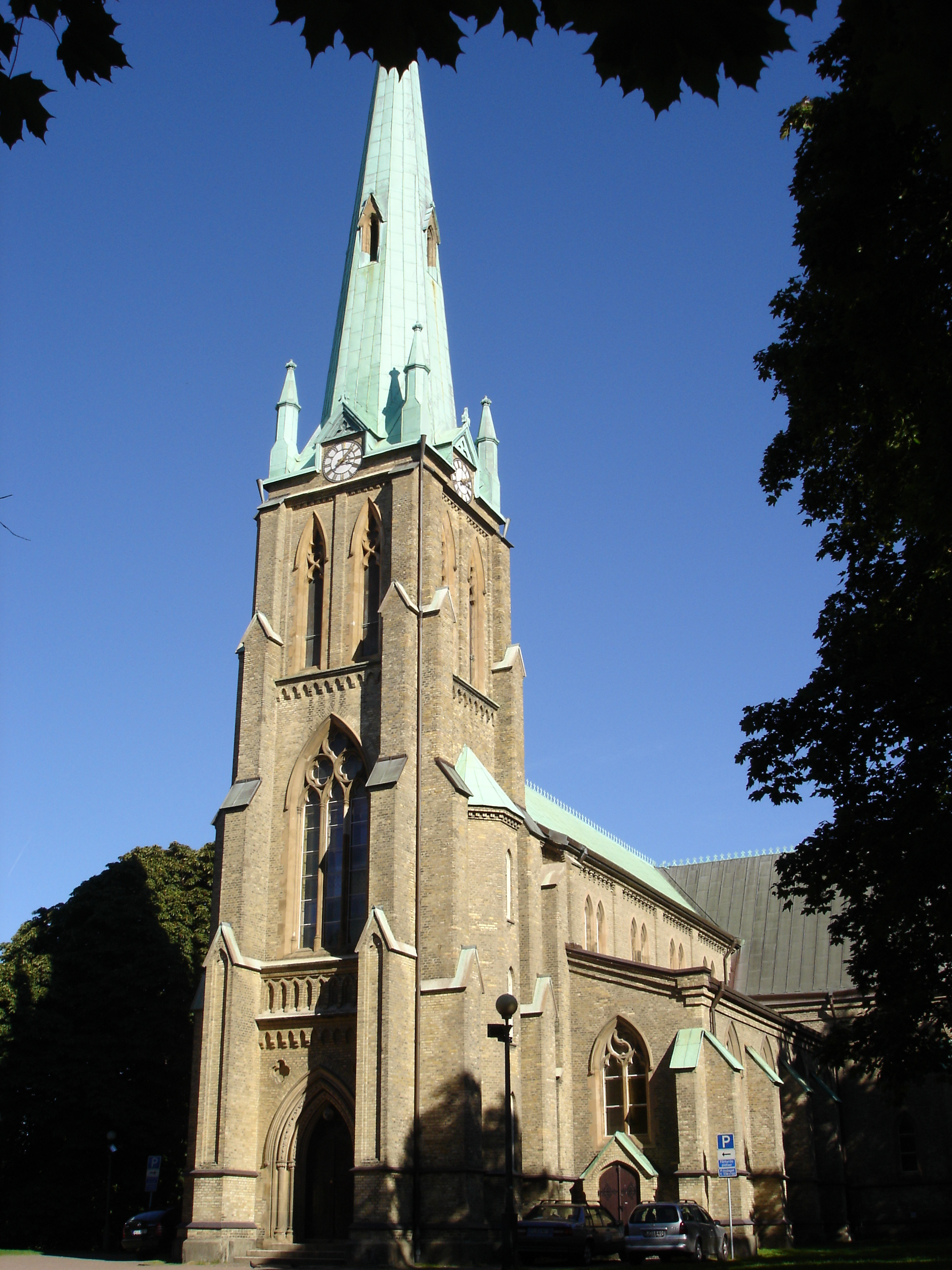
A Igreja de Haga.

A Igreja de Nossa Senhora.

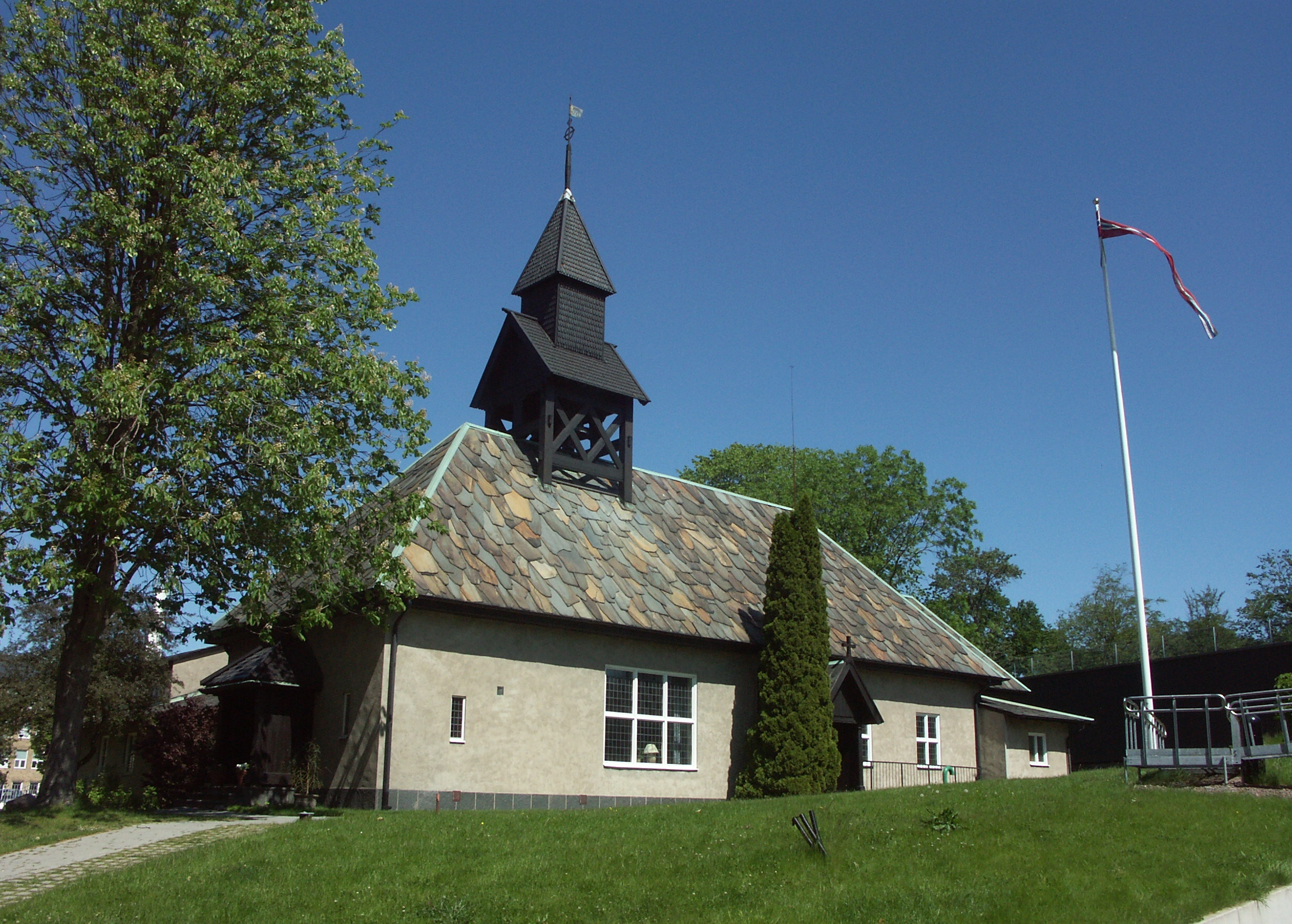
A Igreja dos Marinheiros Noruegueses.

Existem 67 igrejas luteranas na cidade sueca de Gotemburgo, das quais 16 conservam um caráter medieval. Para além destes templos, há ainda a registar outros, como p.ex. a igreja católica do Cristo Rei, a igreja ortodoxa de Nossa Senhora, a igreja livre Smyrnakyrkan e a sinagoga judaica.

## Igrejas luteranas
- Catedral de Gotemburgo
- Igreja Alemã de Gotemburgo
- Igreja de Annedal
- Igreja de Askim
- Igreja de Haga
- Igreja de Masthugget
- Igreja de Todos os Santos
- Älvsborgs kyrka
- Carl Johans kyrka
- Mariakyrkan
- Norska sjömanskyrkan
- Örgryte gamla kyrka
- Oscar Fredriks kyrka
- Pater Nosterkyrkan
- Sankta Birgittas kapell
- Vasakyrkan
- Västra Frölunda kyrka

## Igreja católica
- Igreja do Cristo Rei

## Igreja ortodoxa
- Igreja de Nossa Senhora

## Igrejas protestantes livres
- Betlehemskyrkan
- Smyrnakyrkan

## Sinagoga judaica
- Sinagoga de Gotemburgo